# 中央军委主席办公室
中央军委主席办公室，是中央军事委员会办公厅内为中共中央军委主席兼国家军委主席的日常办事机构，办公地点包括北京市海淀区八一大楼。

## 简介
2000年，中共中央总书记兼中央军委主席江泽民在中央军委的“八一大楼”内开设了“中央军委主席办公室”。中央军委主席办公室是一个宽敞的套房，约占八一大楼其中一层楼的大半，办公室内装备有最新式的电信设备。

## 历任办公室主任
1. 王瑞林 中将（1981年—1989年）
2. 贾廷安 少将（1994年—2004年9月）[2]
3. 吴志铭 中将（2004年9月—2013年6月）
4. 钟绍军 大校→少将→中將（2013年6月—？）
5. 方永祥 中将 （？—）